# Copper Box
Il Copper Box è un impianto sportivo costruito in occasione dei Giochi della XXX Olimpiade di Londra.
L'impianto è situato nell'Olympic Park di Stratford, nella zona est della capitale britannica. Precedentemente nota come Handball Arena, ha subito un cambiamento di denominazione nel gennaio 2012 motivato dal fatto che, oltre agli incontri di qualificazione i quarti di finale di pallamano, ha ospitato anche quelli di scherma previsti dal programma del pentathlon moderno e quelli di goalball dei Giochi paralimpici.

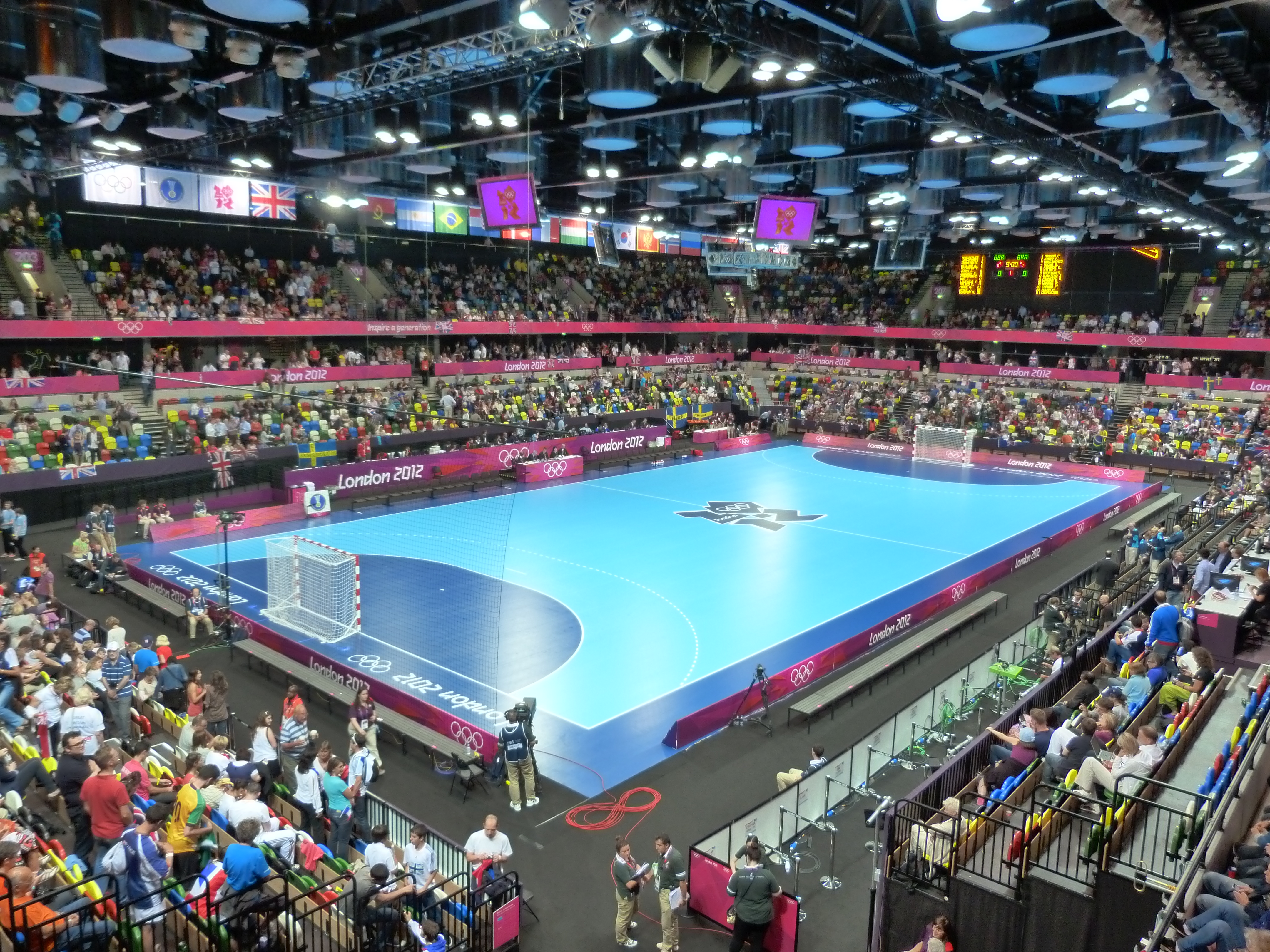
L'interno del Copper Box durante le olimpiadi del 2012.

Il nuovo nome (che tradotto in italiano corrisponde a scatola di rame), ispirato dalla forma e dalla colorazione esterna della struttura, ha suscitato le polemiche della federazione britannica di pallamano che ha chiesto il ripristino della vecchia denominazione.
La costruzione dell'impianto è cominciata nel giugno 2009 ed è stata terminata nel maggio 2011 ed è costata circa 44 milioni di sterline registrando un risparmio rispetto ai costi preventivati.
Il Copper Box aveva una capienza di 7.000 posti durante le olimpiadi ed è stato costruito con l'obiettievo di ridurre l'impatto ambientale, il suo tetto infatti, oltre ad essere retraibile, è stato dotato di 88 "tubi" con il compito di diffondere al suo interno luce solare contribuendo così ad un risparmio energetico annuale pari al 40%.
Al termine dei Giochi è stato adattato ad arena multisportiva ad uso dei cittadini, degli atleti e come sede per eventi sportivi di piccola e media rilevanza con una capienza ridotta a 6.000 posti.
L'arena è stata anche utilizzata dalla squadra di pallacanestro London Lions come nuova sede per gli allenamenti in occasione del campionato britannico di pallacanestro del 2013/2014.